# Bolesław Zandberg
Bolesław Zandberg (ur. 15 kwietnia 1897 w Łodzi, zm. 22 grudnia 1982) – polski prawnik, kryminolog, przedsiębiorca i działacz hotelarski, współzałożyciel i pierwszy sekretarz generalny Zrzeszenia Polskich Hoteli Turystycznych.  

## Życiorys
Ukończył Wolną Wszechnicę Polską w Warszawie. W trakcie studiów był przewodniczącym Zrzeszenia Słuchaczów Wydziału Nauk Politycznych i Społecznych WWP. Następnie pracował tam jako senior (asystent) na Seminarium Kryminologicznym pod kierownictwem prof. Adama Ettingera. Należał również do Zrzeszenia Asystentów. Później przeniósł się do Głównego Urzędu Statystycznego, gdzie współredagował 17-tomowe wydanie statystyki zawodowej. W 1920 był ścigany przez Urząd Śledczy m.st. Warszawy z oskarżenia za bolszewizm.
Zapisał się na kurs dla budowniczych. Po zdobyciu uprawnień mistrzowskich rozpoczął pracę jako pełnomocnik spółki akcyjnej Konstruktor przy budowie hotelu Lido w Juracie. Był także rezydentem spółki akcyjnej „Jurata, Uzdrowisko na Półwyspie Helu”. Opracował i zaadaptował do celów uzdrowiskowych plan urbanistyczny Juraty. Był właścicielem firmy „Brezet”, która ogłosiła upadłość. Za zbankrutowanego został również uznany sam Zandberg. W ramach firmy „Frampol” współpracował z Antonim Michalskim. W 1938 zeznawał w procesie pracowników firmy „Frampol” oskarżonych o oszustwa na kwotę kilkuset tysięcy złotych.
W trakcie II wojny światowej pracował jako robotnik budowlany w Warszawie. Zaangażował się w konspirację komunistyczną, współpracując w kolportażu nasłuchu radiowego z Teodorem Duraczem, działaczem Polskiej Partii Robotniczej.
Po wojnie uruchamiał pierwsze hotele w Warszawie. 15 kwietnia 1945 w obecności przewodniczącego Krajowej Rady Narodowej, członków PKWN i premiera Edwarda Osóbki-Morawskiego uroczyście zainaugurował działalność Hotelu Polonia. Następnie został dyrektorem hoteli komunalnych w stolicy. Według raportu siatki wywiadowczej Okręgu Warszawskiego Zrzeszenia Wolność i Niezawisłość współpracował z NKWD i Resortem Bezpieczeństwa Publicznego. Pracował później jako starszy inspektor w Dyrekcji Budowy Osiedli Robotniczych, gdzie zaprojektował założenia budowy dwóch hoteli na Młynowie i Moczydle. Był także współtwórcą budowy hotelu komunalnego „Syrena” na Woli. Z Jego inicjatywy zbudowano też ośrodek wczasowo-wypoczynkowy dla pracowników budowlanych w Zegrzynku. Opracował założenia programowe i nadzorował budowę ośrodka wypoczynkowego Merkury.
Pracował następnie jako kierownik działu ekonomicznego w Zarządzie Głównym PTTK, a później jako ekonomista w Głównym Komitecie Kultury Fizycznej i Turystyki. Uczestniczył w pracach grupy roboczej ds. hotelarskich przy GKKFiT. Prace tego zespołu doprowadziły do powołania w styczniu 1962 Zrzeszenia Polskich Hoteli Turystycznych, którego został pierwszym sekretarzem generalnym. Jako sekretarz zainicjował pierwszą w Polsce kategoryzację zakładów hotelarskich, pierwszy spis hoteli w Polsce, a przede wszystkim współtworzył dwuletnie Studium Hotelarskie we Wrocławiu. Zabiegał też o przyjęcie Zrzeszenia do Międzynarodowej Unii Hoteli, Restauracji i Kawiarń (Ho-Re-Ca) w Genewie, co dokonało się w 1964, a on sam wszedł w skład Komitetu Generalnego tej organizacji. W 1968 zakończył pełnienie funkcji sekretarza generalnego Zrzeszenia Polskich Hoteli Turystycznych i przeszedł na emeryturę. Po przejściu na emeryturę współpracował z Polskim Związkiem Motorowym w zakresie adaptacji i eksploatacji moteli
Zmarł 22 grudnia 1982. Został pochowany na cmentarzu Powązkowskim w Warszawie (kwatera 242-6-9).

## Rodzina
Pochodzi z rodziny żydowskiej. Był synem kupca Abrama Icka (Adama) Zandberga (1865-1920) oraz Lai (Leokadii) z Frenkielów (1866-1919), będących wyznania mojżeszowego. 1 lutego 1923 w kościele św. Aleksandra w Warszawie przyjął chrzest w religii rzymskokatolickiej. 3 lutego tego samego roku w kościele Najświętszego Zbawiciela w Warszawie ożenił się z Jadwigą Olczyk. Miał syna Józefa. Jego prawnukiem jest Adrian Zandberg.  

## Ordery i odznaczenia
- Złoty Krzyż Zasługi (30 sierpnia 1938)[15]

## Publikacje
- Przestępczość a więzienia (wpływ więzień na psychikę przestępców) (1925)[16]
- Gospodnik: zasady i organizacja pracy w hotelarstwie (1976)[17]